# Salmo 1
El Salmo 1 es el primer salmo del Libro de los Salmos, comenzando en la versión de la Biblia del Rey Jacobo: "Bienaventurado el hombre". El Libro de los Salmos es parte de la tercera sección de la Biblia hebrea y un libro del Antiguo Testamento cristiano. En latín, este salmo se conoce como Beatus vir o Beatus vir, qui non abiit.
El salmo es una parte regular de las liturgias judía, católica, luterana, anglicana y otras liturgias protestantes.

## Antecedentes y temas
Beatus vir , "Bendito el hombre ..." en latín, son las primeras palabras en la Biblia Vulgata tanto del Salmo 1 como del Salmo 112 (111). En los salterios manuscritos iluminados, el comienzo del texto principal de los salmos se marcaba tradicionalmente con una gran inicial "B", de "Beato", y las dos palabras iniciales suelen ser mucho más grandes que el resto del texto. Entre ellos, estos suelen ocupar una página entera. Las iniciales de Beatus han sido importantes en el desarrollo de la pintura manuscrita, como la ubicación de varios desarrollos en el uso de las iniciales como foco de la pintura.
Patrick D. Miller sugiere que el Salmo 1 "establece la agenda para el Salterio a través de su "identificación del camino de los justos y el camino de los malvados, así como sus respectivos destinos" junto con "su énfasis en la Torá, el gozo de estudiarla y sus beneficios positivos para aquellos que lo hacen". Stephen Dempster sugiere que el salmo también sirve como una introducción a los Escritos, la tercera sección del Tanaj. Dempster señala las similitudes entre el Salmo 1: 2-3 y Josué 1: 8–9 (el primer capítulo de los Profetas): en ambos pasajes, el que medita en la ley prospera:
Este Libro de la Ley no se apartará de tu boca, sino que meditarás en él día y noche, para que cuides de hacer conforme a todo lo que en él está escrito. Porque entonces harás prosperar tu camino y tendrás éxito.
Como muchos de los salmos, contrasta a la persona "justa" (tzadik צדיק) con el "malvado" o "impío" (rasha` רשע) o el "pecador" (chatta ' חטא). La persona justa es aquella que se preocupa por conocer las leyes de Dios y por lo tanto, tiene buen juicio y evita las malas compañías. El resultado es la capacidad de resistir tiempos difíciles en la vida con el apoyo de la protección de Dios. Por otro lado, el comportamiento de la persona malvada los hace vulnerables al desastre, como paja arrastrada por el viento. El punto de que los impíos y los justos no se mezclarán en el juicio está claramente expresado por el escritor. El camino que han elegido los malvados conduce a la destrucción, y en el juicio reciben las consecuencias naturales de esa elección.

El justo es comparado con un árbol plantado junto a un arroyo. Su cosecha es abundante y todo lo que hace prospera. El profeta Jeremías escribió un pasaje similar:  
“Pero bienaventurado el hombre que confía en la SEÑOR , cuya confianza está en él. Será como un árbol plantado junto al agua que echa sus raíces junto al arroyo ".  
Elaboró: 
“No teme cuando llega el calor; sus hojas son siempre verdes. No tiene preocupaciones en un año de sequía y nunca deja de dar frutos”. 
Jeremías dio a entender que una ventaja de confiar en el SEÑOR era la capacidad de resistir tiempos difíciles. 

## Encabezado
El Salmo 1 (junto con el Salmo 2) forma el Proomium de todo el Libro de los salmos. Formados en una unidad editorial, el Salmo 1 y el Salmo 2 se destacan de los siguientes Salmos porque no tienen encabezados. Por eso, Tomás de Aquino escribe sobre este salmo: “Hic Psalmus distinguitur contra totum opus: non enim habet titulum, sed est quasi titulus totius operis. [Este salmo difiere del resto de la obra: porque no tiene título, pero es, por así decirlo, el título de toda la obra] ".

## Numeración

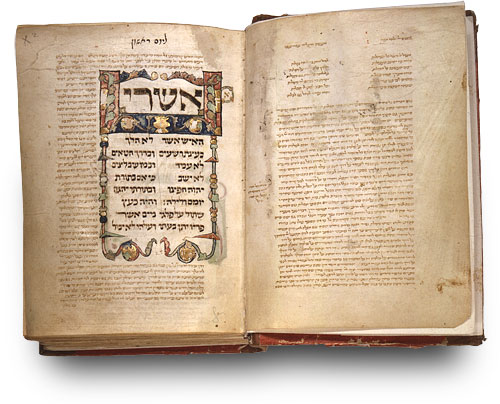
Salmo 1 en un antiguo libro en hebreo

El Libro de los Salmos se subdivide en cinco partes. El Salmo 1 se encuentra en la primera parte, que incluye los salmos 1 al 41. Se ha contado como el comienzo de la primera parte en algunas traducciones, en algunas se cuenta como un prólogo, y en otras el Salmo 1 se combina con el Salmo 2.

## Contenido, forma e interpretación
ES una invitación a vivir según la Ley divina
Hermann Gunkel describe este salmo como un "cántico de sabiduría". No se puede determinar con más detalle respecto al momento de su creación. Una versión post-exílica final del Salmo (es decir, redactada  entre siglo VI a. C. y el siglo I a. C.) es muy probable. La estructura del salmo es fácil de entender: Los versículos 1-3 tratan de la vida de los justos; 4-5 del camino de vida de los impíos; una justificación final sigue en el versículo 6. De la “A a la Z” [la primera palabra comienza con אַ ( Aleph ) y la última palabra con תֹּ ( Taw )] este salmo ofrece una doctrina holística de la vida del creyente, que se elabora y explora con más detalle a lo largo del libro de salmos.
En términos de contenido, este salmo de sabiduría describe dos caminos opuestos en la vida (cf. Jer 17:5-8) por los que el hombre puede transitar: un buen camino y uno malo. El camino de la Palabra de Dios la buena, la forma en que la vida triunfa; la senda de los burladores, los malhechores y los pecadores, en cambio,conduce al abismo y fracasa. 
Sin embargo, la declaración final (1,6a) en particular deja abierto cómo se lleva a cabo realmente el conocimiento de YHWH y cómo debe correr el camino de los justos. El optimismo, que a primera vista parece muy simple, se despliega por tanto como menos transparente. El optimismo expresado en este salmo proviene menos de sus claras pautas para una vida feliz. Más bien, lo lleva la conciencia de estar basado en Dios. "Así suena ya el Salmo 1", escriben Hossfeld y Zenger, "que los Salmos son señales de una vida amenazada por el mal y el mal, que tiene su razón más profunda para la esperanza de que YHWH esté 'allí'".
Contenido, forma e interpretaciónima de los tiempos y el clima caprichosos. Un hombre así se esforzará constantemente hacia Dios con su corona llena de pensamientos altísimos y al mismo tiempo no olvidará que está arraigado y perecedero en el mundo. Quien recita los Salmos, los lee y se ocupa de las instrucciones de Dios a diario, según el Salmo 1, crecerá y vivirá en el mundo de una manera equilibrada y bien fundada.
En esta escritura religiosa no hay un determinismo divino, infantil, optimista, ni un Dios oculto y arbitrario en acción. Aquí la gente no nada desesperadamente en una "inundación de borrachos que ahoga el alma" (Gottfried Benn); el hombre tampoco está atrapado aquí bajo la resolución “El Concilio Inmortal”, que determinó al hombre “perecer, que se convertiría en un canto de los nietos” (Homero); pues tal hombre todavía vive en un mundo politeísta, que siempre se ve afectado por un poder disruptivo como Fortuna o Azar, que con un "aleteo agudo" (Horacio) puede confundirse. Más bien, el Salmo muestra una concepción de Dios que está guiada por la creencia de que YHWH es un poder que participa positiva y activamente en la vida y en cada aspecto del mundo, al permitir que el hombre sea guiado por él. Si el hombre piensa y vive hacia este poder, escapa a una distracción interior (la inclinación al mal) y vive en armonía consigo mismo y con el mundo. En resumen: este salmo logra, en palabras de Jürgen Habermas, una "articulación de la consciencia de aquello que falta [en los tiempos modernos]".

### Otras interpretaciones
El pasaje destaca la estructura dual del texto, comenzando con la bendición del hombre que sigue la Ley de Dios (vv. 1-3) y contrastándola con el fracaso de quien se aparta de ella (vv. 4-6). La frase "dichoso el hombre que…" (v. 1) aparece reiteradamente en los salmos, subrayando las acciones que conducen a la verdadera felicidad. Jesucristo, en el Nuevo Testamento, define de manera definitiva al hombre "dichoso" o "bienaventurado" como aquel que forma parte del Reino de los Cielos (cf. Mt 5,1-11; Lc 6,20-23).

### Iglesia católica
En los primeros siglos del cristianismo, los Salmos 1 y 2 eran considerados una unidad, conectados por una bienaventuranza inicial y final. Funcionan como introducción al libro de los Salmos, animando a meditar y orar sobre la vida desde la perspectiva de la Ley de Dios y en relación con su Ungido, el Mesías. En su estructura, proclama primero la dicha del hombre que sigue la Ley de Dios (vv. 1-3), y luego, en antítesis, el fracaso de aquél que se aleja de ella (vv. 4-6). La expresión «dichoso el hombre que…» (v. 1) se irá repitiendo hasta veintiséis veces en los salmos, indicando la actuación con la que el hombre encontrará su felicidad. Nuestro Señor Jesucristo proclamará definitivamente quién es el hombre «dichoso» o «bienaventurado»: aquel que pertenece al Reino de los Cielos (cfr Mt 5,1-11; Lc 6,20-23).

## Texto

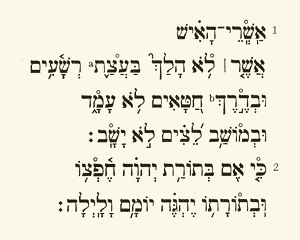
Salmo 1 en hebreo original con Niqud (puntos vocales)

### Versión de la Biblia hebrea
A continuación está el texto hebreo del Salmo 1:
| Verso | hebreo                                                                          |
| ----- | ------------------------------------------------------------------------------- |
| 1     | אַֽשְֽׁרֵ֥י הָאִ֗ישׁ אֲשֶׁ֚ר לֹ֥א הָלַךְ֘ בַּֽעֲצַ֪ת רְשָׁ֫עִ֥ים וּבְדֶ֣רֶךְ חַ֖טָּאִים לֹ֥א עָמָ֑ד וּבְמוֹשַׁ֥ב לֵ֜צִ֗ים לֹ֣א יָשָֽׁב           |
| 2     | כִּ֚י אִ֥ם־בְּתוֹרַ֥ת יְהֹוָ֗ה חֶ֫פְצ֥וֹ וּבְתֽוֹרָת֥וֹ יֶהְ֜גֶּ֗ה יוֹמָ֥ם וָלָֽיְלָה                                   |
| 3     | וְהָיָ֗ה כְּעֵץ֘ שָׁת֪וּל עַל־פַּלְגֵ֫י מָ֥יִם אֲשֶׁ֚ר פִּרְי֨וֹ \| יִתֵּ֬ן בְּעִתּ֗וֹ וְ֖עָלֵהוּ לֹ֣א יִבּ֑וֹל וְכֹ֖ל אֲשֶׁר־יַֽעֲשֶׂ֣ה יַצְלִֽיחַ |
| 4     | לֹא־כֵ֥ן הָֽרְשָׁעִ֑ים כִּ֥י אִם־כַּ֜מֹּ֗ץ אֲשֶׁר־תִּדְּפֶ֥נּוּ רֽוּחַ                                            |
| 5     | עַל־כֵּ֚ן \| לֹֽא־יָקֻ֣מוּ רְ֖שָׁעִים בַּמִּשְׁפָּ֑ט וְ֜חַטָּאִ֗ים בַּֽעֲדַ֥ת צַדִּיקִֽים                                 |
| 6     | כִּֽי־יוֹדֵ֣עַ יְ֖הֹוָה דֶּ֣רֶךְ צַדִּיקִ֑ים וְדֶ֖רֶךְ רְשָׁעִ֣ים תֹּאבֵֽד                                         |

### Versión de la Biblia del Rey Jacobo
1 Bienaventurado es el hombre que no anda en consejo de impíos, ni está en camino de pecadores, ni se sienta en silla de escarnecedores.
2 Pero su deleite está en la ley del SEÑOR; y en su ley medita día y noche.
3 Y será como árbol plantado junto a arroyos de aguas, que da su fruto en su tiempo; su hoja tampoco se marchitará; y todo lo que hace prosperará.
4 Los impíos no son así, sino como la paja que se lleva el viento.
5 Por tanto, los impíos no estarán en el juicio, ni los pecadores en la congregación de los justos.

6 Porque la SEÑOR conoce el camino de los justos, pero el camino de los impíos perecerá.

### Versión de la Biblia Reina-Valera 1960
1 Bienaventurado el varón que no anduvo en consejo de malos, Ni estuvo en camino de pecadores, Ni en silla de escarnecedores se ha sentado;
2 Sino que en la ley de Jehová está su delicia, Y en su ley medita de día y de noche.
3 Será como árbol plantado junto a corrientes de aguas, Que da su fruto en su tiempo, Y su hoja no cae; Y todo lo que hace, prosperará.
4 No así los malos, Que son como el tamo que arrebata el viento.
5 Por tanto, no se levantarán los malos en el juicio, Ni los pecadores en la congregación de los justos.

6 Porque Jehová conoce el camino de los justos; Mas la senda de los malos perecerá.

### Versión de la Biblia Reina-Valera 1995
1 Bienaventurado el varón que no anduvo en consejo de malos, ni estuvo en camino de pecadores, ni en silla de escarnecedores se ha sentado,
2 sino que en la ley de Jehová está su delicia y en su Ley medita de día y de noche.
3 Será como árbol plantado junto a corrientes de aguas, que da su fruto en su tiempo y su hoja no cae, y todo lo que hace prosperará.
4 No así los malos, que son como el tamo que arrebata el viento.
5 Por tanto, no se levantarán los malos en el juicio ni los pecadores en la congregación de los justos,

6 porque Jehová conoce el camino de los justos, mas la senda de los malos perecerá.

### Comentario católico v. 1-3
El hombre justo se distingue por su conducta, opuesta a la de quienes rechazan la Ley divina. Los verbos «seguir», «detenerse» y «tomar asiento» representan etapas de alejamiento del camino correcto (v. 1). Su guía es la Ley de Dios, en la que encuentra dirección para su vida (v. 2). Esto le brinda felicidad y éxito (v. 3). El árbol frondoso simboliza su prosperidad y bienestar.

### Comentario católico v. 4-6
El árbol firme (v. 3) contrasta con la paja dispersada por el viento, símbolo de la inestabilidad de los impíos (v. 4). Estos no prevalecerán sobre los justos (v. 5), ya que el Señor juzga a cada uno según su conducta (v. 6). El Salmo 1 anima a seguir leyendo, pues en los salmos se expresan la alabanza, gratitud y respeto por la Ley de Dios, así como la invitación a conocerla, meditarla y vivirla. 

## Usos

### Judaísmo

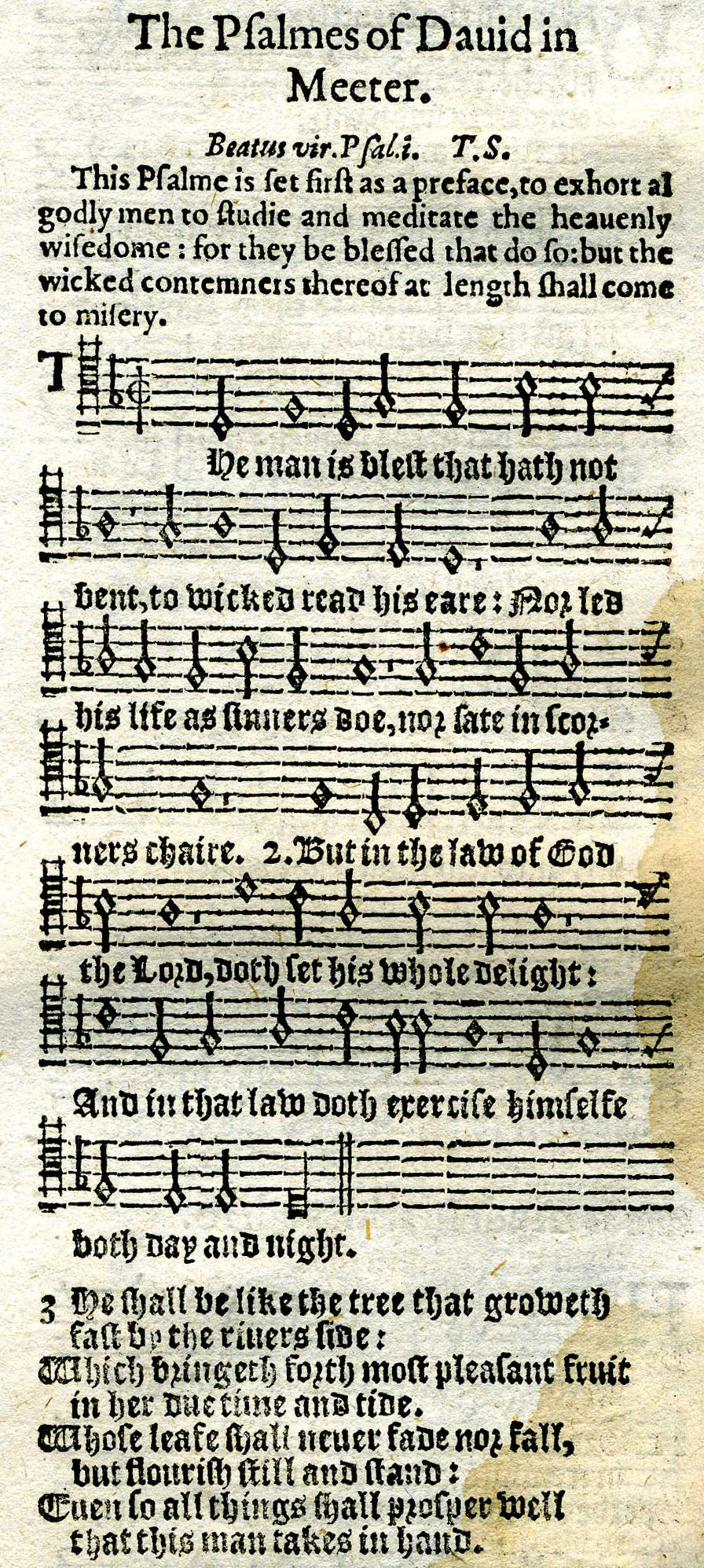
Una versión métrica del Salmo 1 de 1628. La melodía comienza en la nota tónica de una escala musical modo menor.

Los Salmos 1, 2, 3 y 4 se recitan la noche de Yom Kipur después de Arvit.
El versículo 1 se cita en la Mishná en Pirkei Avot (3: 2), donde Haninah ben Teradion explica que un grupo de personas que no intercambian palabras de la Torá es un ejemplo de la "compañía de burladores" del salmo.
El Salmo 1 se recita para prevenir un aborto espontáneo.
En el Talmud ( Berakhot 10a) se afirma que el Salmo 1 y el Salmo 2 se contaron como una composición y el favorito de David ya que usó la palabra "ashrei" ("bendito") en la frase inicial del Salmo 1 (ashrei ha ′ ish) y la frase final del Salmo 2 (ashrei kol choso vo).

### Católico
El salmo forma parte del oficio de lecturas de la Liturgia de las horas del domingo de la primera semana.
 Para facilitar la comprensión se le asigna a cada salmo un título en rojo (rúbrica) que no forma parte del salmo. El título del Salmo 1 es Los dos caminos del hombre.

### Cristianismo
En el Libro de Oración Común de la Iglesia de Inglaterra, el Salmo 1 está designado para ser leído en la mañana del primer día del mes. 
El poeta inglés John Milton tradujo el Salmo 1 al verso inglés en 1653. El poeta escocés Robert Burns escribió una paráfrasis del mismo, refiriéndose al "hombre, en la vida dondequiera que se encuentre, que no anda en el camino de los impíos, ni aprende su sabiduría culpable!".
Algunos ven la Ley y la obra del Mesías juntas en los Salmos 1 y 2, 18 y 19, 118 y 119. Ven la ley y el Mesías abriendo el libro de los Salmos.
Libro 1 de los salmos comienza y termina con 'el hombre bendito': la abertura en el Salmo 1- 2 y el cierre en el Salmo 40 - Salmo 41. El teólogo Hans Boersma señala que "bellamente estructurado, el primer libro concluye tal como comenzó". Muchos ven al 'hombre bendito siendo Jesús'.

## Configuraciones musicales
Thomas Tallis, por "le psautier de l'archevêque Parker"
Pascual de L'Estocart.
Marc-Antoine Charpentier compuso hacia 1670, un " Beatus vir qui non abiit", H.175, para 3 voces, 2 instrumentos de agudos y continuo.
La artista musical Kim Hill grabó un escenario contemporáneo del Salmo 1.[cita requerida]
The Psalms Project lanzó su composición musical del Salmo 1 en el primer volumen de su serie de álbumes en 2012.